# Solaris (együttes)
A Solaris egy 1980-ban alakult magyar progresszívrock-zenekar. Nevét Stanisław Lem sci-fi-író Solaris című könyvéről kapta. Szinte az összes szerzeményük instrumentális, nem tartalmaznak szöveget.

## Történet

### Első korszak
A zenekar 1980. február 20-án alakult, főleg iskolai ismeretségeknek köszönhetően. Cziglán István kereste meg Erdész Róbertet azzal, hogy a Pesti Műsor tehetségkutató versenyére össze kéne hozni egy zenekart. A nevet már akkor eldöntötték, amikor még csak ketten alkották a zenekart: tisztelgés a science fiction egyik legnagyobb klasszikusa, Stanislaw Lem előtt. Egyben azt is jelzi, hogy a science fiction nemcsak a zene melletti közös szenvedélyük, de amolyan tematikus keretet is jelent számukra. Concept albumaik és egyes számaik szinte kivétel nélkül science fiction ihletésűek. Az első felállás tagjai:
- Cziglán István - gitár;
- Erdész Róbert - orgona;
- Kollár Attila - fuvola;
- Seres Attila - basszusgitár;
- Tóth Vilmos - dob.

Kollár, Cziglán és Seres korábban már játszottak együtt a Monokli együttesben (1976, ebben a csapatban a későbbi Solaris-tag, Gömör László dobolt), majd 1979-ben a Dr. Túró Rudolf zenekarban. Bayer Sándor, az első kiszemelt dobos ajánlotta Tóth Vilmost. Az első számot a versenyre három nap alatt készítették el, ez a máig szinte változatlan formában játszott Solaris ópusz. A selejtezőn túljutva már húszperces műsort kellett bemutatni, alig egy hónap alatt sikerült ezt összeállítani. Ez a Marsbéli krónikák anyagának gerince.
Némi szerencsével 1980. március 20-án menedzserük is akadt Tereh István személyében, ami akkoriban nem volt megszokott jelenség, főleg nem egy abszolút kezdő zenekarnál. 1980. április 13-án került sor a PM tehetségkutató középdöntőjére a Metro-klubban. Mind a zsűri, mind a közönség jól fogadta a Magyarországon újszerű progresszív zenét. A döntő a Budai Ifjúsági Parkban volt, itt (kis)lemezfelvételi lehetőséget nyertek, sőt a felvétel ott helyben el is készült, koncertfelvétel lett.
Az elkövetkező néhány évben másfél órás műsorral egyetemi klubokban és építőtáborokban léptek fel, szerte az országban. Még 1980 szeptemberében kilépett Jata (Seres Attila), és helyette Kisszabó Gábor (ex-Ozirisz) csatlakozott a zenekarhoz. A Solaris tagjai ma is ezt az eseményt tekintik az együttes első korszaka lezárásának.

### Második korszak
Kisszabó Gábor érkezése a ritmusszekció erősödését hozta magával, amit az első közös számuk, az Éden mutat. 1981 tavasza egy nagy lengyelországi turnéval telt. Cziglán István katonasága alatt Róza Gábor, és egy alkalommal Gellért Tibor ugrott be a fellépésekre. A helyzet megoldására került állandó tagként a zenekarba Bogdán Csaba (ex-Hidrogén, ex-Beatrice), aki még a Hidrogén-ben játszott együtt Kisszabóval, és 1981. szeptember 12-én, a szombathelyi rockfesztiválon debütált. Bogdán Csaba a rockzene irányába vitte el a csapatot, amit az Apokalipszis vagy az Óz című számok jeleznek.
Tóth Vilmos behívója ismét megbolygatta a tagságot, Raus Ferenc lépett a helyére. Cziglán leszerelésével megint új hangzásvilágot hozott a két gitáros felállás. 1982. március 31-én telt házas bulit hoztak össze a Budapest Sportcsarnokban, aminek egyik következménye egy prágai meghívás volt. Kollár Attila itt begipszelt, törött csuklóval játszott.
1982-ben még úgy tűnt, a Hungaroton nem hajlandó instrumentális zenét kiadni. Ez vezetett a Solaris kettészakadásához, és az Első Emelet létrejöttéhez. Ebben a korszakban teljes lemeznyi anyag született, a Noab, amely sosem jelent meg stúdióalbumon (az Archive 2 című albumon különböző koncertek részleteiből rakták össze).

### Harmadik korszak
A Solaris első nagylemeze, a Marsbéli krónikák Ray Bradbury klasszikus kisregényének zenei víziója. 1984 májusában jelent meg, és több mint 40 000 példányban fogyott Magyarországon, majd 1988-ban a japán KING-records megvásárolta, és a világ minden táján terjeszteni kezdte. A lemez lassan a progresszív rock klasszikus darabjává vált.
A zenekar tagjai:
- Cziglán István - gitár;
- Erdész Róbert - billentyűs hangszerek;
- Gömör László - dobok;
- Pócs Tamás - basszusgitár;
- Kollár Attila - fuvola.

Közreműködők:
- Bogdán Csaba - gitár;
- Kisszabó Gábor - basszusgitár;
- Tóth Vilmos - dobok;
- Raus Ferenc - dobok.

### Negyedik korszak
A Solaris hivatalosan 1986. április 7-én búcsúzott a közönségtől. Később az együttes tagjai Vincze Lilla énekesnővel kiegészülve megalapították a 80-as, 90-es évek egyik legsikeresebb rockzenekarát, a Napoleon Boulevard-t.
1990-ben megjelent a már nem létező Solaris addig kiadatlan műveit tartalmazó 'Solaris 1990' album.
1995-ben a Los Angeles-i Syn-Phonic Prog producere, Greg Walker hivatalosan is meghívta a közel kilenc éve megszűnt zenekart egy koncertre, Los Angelesbe. A Los Angeles-i Art Theatre-ben telt ház és fantasztikus lelkesedés fogadta a 80-as években íródott Solaris-számokat. A koncertet rögzítő francia Musea kiadó azonnal szerződést ajánlott a zenekarnak, a felvételek videón és CD-n történő megjelentetésére. A Solaris Live in Los Angeles 1996-ban jelent meg, magyarországi terjesztője a Solaris későbbi sikereiben elévülhetetlen érdemeket szerző Periferic Records.
A dupla album élő bemutatója Rio de Janeiróban volt, 1996-ban, a megjelenéssel egy időben. Ugyanitt felkérték a zenekart egy új album megalkotására. Ez lett a Nostradamus - Próféciák könyve c. lemezük.
1998. december 27-én pótolhatatlan veszteség érte a zenekart: egyik alapító tagja, gitárosa, Cziglán István váratlanul és megdöbbentően fiatalon, 39 évesen elhunyt tüdőrákban. A zenekar tagjai mindannyian úgy gondolják, hogy bármikor bármit is csinálnak még a jövőben Solaris néven, annak mindenképpen része lesz CZIGI, akivel együtt teremtették meg azt a zenei és tartalmi keretet, amin belül a Solaris zenekar mindig is létezett. És amin a jövőben sem kívánnak változtatni.
1999-ben, 16 év után új stúdióalbumot készített a zenekar, Nostradamus - Próféciák Könyve címmel.
Ennek első élő bemutatójára még ugyanabban az évben Washingtonban és a New York melletti betlehemi Nearfest-en került sor.
2000-ben elkezdték egy trilógia kiadását SOLARIS ARCHIVE címmel, ami eredeti koncertfelvételeken keresztül mutatja be az együttes pályáját. Ennek a sorozatnak eddig az első két lemeze jelent meg.
2001-ben Mexikóban a BajaProg vendége a Solaris: Alsó-Kaliforniában, majd Mexikóvárosban adtak önálló koncertet.
2004-ben Monterrey-ben önálló, dupla koncerten mutatták be a Próféciák Könyvét a mexikói közönségnek.
Magyarországon 2006. április 23-án, 20 évvel a búcsúkoncert után adtak 3 és fél órás koncertet a Művészetek Palotájában, felölelve a Solaris pályafutásának szinte teljes zeneanyagát.
2007 decemberében megjelent a zenekar első DVD-je Nostradamus - Live in Mexico címmel, amely a 2004-es mexikói fellépéseik anyagát tartalmazza. A kiadványhoz CD-melléklet is tartozik.
2010. november 7-én pedig megjelent a zenekar 30 éves fennállása alkalmából a 15 évvel korábbi Los Angeles-i koncertjük teljes anyaga DVD-n, Live in Los Angeles címmel.
2011 augusztusában Pócs Tamás kilépett a zenekarból.
2013. szeptember 7-én a Művészetek Palotájában állt újra színpadra a zenekar, elindítva ezzel egy életműkoncert-sorozatot. A koncert különlegessége volt, hogy a Solaris-életmű első időszakát, az 1980-1982 közötti éveket ölelte fel. Mivel a 20 órai koncertre a jegyek már hónapokkal előre elővételben elfogytak (a meghirdetés után néhány nappal), ezért 16 órakor is játszottak. Ezekre a koncertekre nagyon várták alapító dobosukat, Tóth Vilmost is. Csak a koncert utáni héten értesültek arról, hogy zenésztársuk augusztusban meghalt.
A koncertsorozat 2014. október 26-án folytatódott a MÜPA-ban a 30 évvel korábban megjelent Marsbéli krónikák c. lemezük apropóján. Ekkor egészében eljátszották e lemezük teljes anyagát, és ízelítőt adtak az e napon megjelent vadonatúj CD-jük, a Marsbéli krónikák II: anyagából is.
2015. november 15-én Marsbéli krónikák II. lemezbemutató koncert a MOM-ban.
2016. április 19., 23., 28.: a 2016-os Tavaszi Fesztivál programsorozatában az Erkel Színház bemutatja a Marsbéli krónikák c. balettet.
2019. november 16-án mutatták be élőben a Nostradamus album 20. évfordulójára írt Nostradamus 2 albumot.

### Szólóprojektek
Cziglán István 1990-91-ben Vincze Lillával készített közös lemezeket Lilla-Czigi néven. Ezek inkább popzenei albumok voltak, a progresszív műfajtól távolabb estek. Ugyanezekben az években Nádas Györggyel is készített lemezt. Kettejük együttműködése még a solarisos időkből datálódik, ahol Nádas György a zenekar első színpadi darabjának volt szereplője, később pedig a humor felé tett első lépéseket is közösen tette meg a zenekarral.
Erdész Róbert 1992-ben Ullmann Zsuzsával közösen készített lemezt Cabaret néven. A lemezen Bogdán Csaba gitározott, Szentmihályi Gábor dobolt, Demeter György, Auth Csilla, Kollár Attila és Muck Ferenc működött közre.
Kollár Attila 1998-ban MUSICAL WITCHCRAFT néven saját zenekart alapított, amely a Solaris nyomdokain indulva egyszerre barokkos és rockos hangvételű lemezeket készít.
Cziglán István 1998-ban Mindenki Karácsonyfája címen készített karácsonyi albumot.
Erdész Róbert 2001-ben Meeting Point címen készített lemezt, aminek a műfaja leginkább a World Music irányzathoz köthető. A lemezen Kollár Attila, Varga János (East), Sebestyén Márta, Keresztes Ildikó, Ullmann Zsuzsa, Demeter György, Gerendás Péter és még sokan mások működtek közre.
Cziglán István posztumusz albuma, az Alhambra Kapui sajátos hangvételű, sokszor progresszív, máskor world musicos, néha egyszerűen lírai hangvételű lemez. A progresszív zene rajongói között különleges ritkaságnak számít.
Gömör László és Pócs Tamás 2007 májusában SOLARIS FUSION néven alapított zenekart, amit később NOSTRADAMUS-ra módosítottak, utalva ezzel a Solarishoz való tematikus kötődésre. Testament című bemutatkozó albumuk megjelenését követően azonban kiléptek a zenekarból.
Kollár Attila 2007-ben akusztikus megszólalású, líraibb zenei elképzeléseihez INVOCATIO MUSICALIS néven hozott létre zenekart és jelentet meg lemezeket Naszádi Gábor gitárossal.
Pócs Tamás 2008 szeptemberében TOMPOX néven megalapította saját zenekarát, mellyel saját számokat játszanak.
Erdész Róbert Caberet projektje 2011-ben megjelentette kisember c. CD+DVD kiadványát.
Kollár Attila zenekarának, az INVOCATIO MUSICALIS-nak 2015 májusában megjelent Live c. koncert CD-je.

## Tagok
- Bogdán Csaba – gitár (1981-1982, 1995-napjainkig)
- Cziglán István (elhunyt 1998-ban) – gitár (1980-1998)
- Erdész Róbert – szintetizátor (1980-napjainkig)
- Gömör László – dob (1981-napjainkig)
- Kisszabó Gábor – basszusgitár (1980–1985, 1995-napjainkig)
- Kollár Attila – fuvola (1980-napjainkig)
- Pócs Tamás – basszusgitár (1982-2014, 2018-napjainkig)
- Rauschenberger Ferenc – dob (1981-1982)
- Seres Attila – basszusgitár (1980)
- Tóth Vilmos (elhunyt 2013-ban) – dob (1980-1981)

A zenekar tagjának számít az örökös menedzser, Tereh István is.

## Diszkográfia
- Solaris (kislemez, az MHV Pepita - Rock Hullám sorozatában), 1980
- Ellenpont/Éden (kislemez, MHV Pepita), 1981
- Marsbéli krónikák (nagylemez), 1984
- Solaris '90 (dupla nagylemez), 1990
- ProgFest '95 (dupla válogatás), 1995
- Live in Los Angeles (dupla koncertalbum), 1996
- Nostradamus – A próféciák könyve (nagylemez), 1999
- Back to the Roots Solaris archív 1. – az első idők…. (koncertalbum), 2000
- NOAB Solaris archív 2. – (koncertalbum), 2005
- Archív videók (DVD) 2006
- Nostradamus - Live in Mexico (koncertCD+DVD), 2007
- Emberek Emberekért (Jótékonysági válogatás a leukémiás betegekért), 2008
- Live in Los Angeles (koncert DVD), 2010
- Live Chronicles, koncertfelvételek bakelit lemezen, 2014. május
- Marsbéli krónikák II, 2014. október
- Marsbéli krónikák II. bakeliten. Az LP-változat a CD-hez képest bónusz trackkel egészül ki. (tervezett megjelenés: 2015. október)
- Marsbéli krónikák Live - MüPa DVD+CD (a 2014. október 26-i koncert felvétele) (tervezett megjelenés: 2015. november 15.)
- Itt az idő - MüPa DVD+CD (a 2006. április 23-i koncert felvétele) (egyelőre nincs tervben a megjelenése)
- Solaris archív 3. – Los Angeles 2026 (koncertalbum), (tervezett album)
- Nostradamus 2.0 - Returnity (Unborn Visions (nagylemez), 2019
- Marsbéli krónikák III. - Mi vagy M.I., 2024

### A Solaris-zenészek szólólemezei
Cziglán István
- Mindenki Karácsonyfája (1998)
- Alhambra kapui (posztumusz kiadvány - 1999)

Erdész Róbert
- Cabaret (1992, Cabaret néven)
- Meeting Point (2001)
- kisember CD+DVD (2011) (Cabaret néven)
- Welcome to my Brain (tervezett megjelenés 2015. szeptember)

Gömör László-Pócs Tamás (a Nostradamus zenekar tagjaiként)
- Mystica (kislemez), (2007, Solaris Fusion néven)
- Testament (nagylemez), 2008

Kollár Attila
- Musical Witchcraft (1998, Musical Witchcraft néven)
- Utópia (2002, Musical Witchcraft néven)
- Zsoltárok és Filmzene (2006, Musical Witchcraft néven)
- Live - koncert CD (2015. május 29. - Invocatio Musicalis néven)
- ProgRock '55 - születésnapi album (tervezett megjelenés: 2015. szeptember)